# 4Music
4Music foi um canal de televisão de música e entretenimento sediada no Reino Unido e disponível em alguns operadores de emissão digital da República da Irlanda. Substituiu o The Hits e está disponível através da Freeview, Virgin Media, Sky e Smallworld Cable.
Em 29 de janeiro de 2024, o Channel 4 anunciou que o 4Music e seus canais associados seriam encerrados como parte dos planos futuros da empresa até 2030. No comunicado de imprensa, foi informado que o Channel 4 está "propondo o encerramento de pequenos canais lineares que não geram mais receitas ou valor público em escala, incluindo os canais Box em 2024 e outros no momento apropriado". Às 23h59 do dia 30 de junho de 2024, o 4Music encerrou suas transmissões, com o videoclipe final sendo Raise Your Glass, de Pink.